# Jennerfest
Das Jennerfest, auch Jenner-Fest oder Jennerfeier genannt, ist eine in der Regel von Ärzten jährlich am 14. Mai veranstaltete Feier, während der an die von dem englischen Arzt Edward Jenner und die von ihm erstmals am 14. Mai 1796 erfolgreich durchgeführte Schutzimpfung gegen Pocken (an James Phipps) vorgenommen wurde.
Den Tag des Jennerfestes im Jahr 1829 bestimmte der Arzt Louis Stromeyer zum Gründungsdatum des Ärztevereins Hannover.